# Stazione di Cahir
La stazione di Cahir è una fermata ferroviaria della linea Limerick–Rosslare a  servizio di Cahir, South Tipperary, Irlanda.

## Storia
Fu aperta il 1º maggio 1852. Dal 6 settembre 1976 è operativa solo per il servizio passeggeri.

## Movimento
La stazione è servita giornalmente dalle due coppie di treni della relazione Limerick Junction–Waterford Plunkett. Non c'è servizio la domenica.

## Servizi
- Capolinea autolinee (Castle Street; sette minuti a piedi)